# 锐裂风毛菊
锐裂风毛菊（学名：Saussurea incisa）是菊科风毛菊属的植物，是中国的特有植物。分布于中国大陆的河北等地，目前尚未由人工引种栽培。